# Ghiacciaio Mackay
Il ghiacciaio Mackay è un ghiacciaio lungo circa 55 km situato nella regione centro-occidentale della Dipendenza di Ross, in Antartide. Il ghiacciaio, il cui punto più alto si trova a circa 1500 m s.l.m., tra la dorsale Convoy, a nord, e la dorsale Clare, a sud, dove fluisce verso est a partire dall'Altopiano Antartico, da un punto poco a nord della dorsale Willett, fino ad entrare nel mare di Ross, formando anche una lingua glaciale sopra di esso. Durante il suo percorso il flusso del ghiacciaio Mackay è arricchito da quello di diversi altri ghiacciai, come il Gran, lo Scrivener e il Cambridge, che gli si uniscono da nord, e il Frazier e il New, che gli si uniscono da sud.

## Storia
Il ghiacciaio Mackay è stato scoperto e mappato durante la spedizione Nimrod, condotta dal 1907 al 1909 e comandata da Ernest Shackleton, ed è stato così battezzato in onore di Alistair Forbes Mackay, membro di quella spedizione e in particolare del South Magnetic Pole Party.